# Zale metata
Zale metata là một loài bướm đêm trong họ Erebidae.